# Berzano di San Pietro
Berzano di San Pietro är en ort och kommun i provinsen Asti i regionen Piemonte i Italien. Kommunen hade 415 invånare (2018).